# Viganj
Viganj falu Horvátországban, Dubrovnik-Neretva megyében. Közigazgatásilag Orebićhez tartozik.

## Fekvése
Makarskától légvonalban 34 km-re délre, Dubrovnik városától légvonalban 89, közúton 119 km-re északnyugatra, községközpontjától 8 km-re nyugatra, a Pelješac-félsziget nyugati részén, a Sveti Liberan-foktól nyugatra eső területen fekszik. A település régi tengerész hagyományokkal rendelkezik, de található itt gyümölcsös és botanikus kert is ahol gyümölcsöket és más a tengerészek számára hasznos növényeket termesztettek. Viganj felett találhatók Basina, Kovačevići, Kraljevića selo, Šapetino selo, Podac és Dol településrészek. A Sveti Ivan-hegyen, ahol az úttól nem messze kápolna is áll az osztrák-magyar haditengerészet ágyúállásainak maradványai találhatók.

## Története
A területén már az őskorban is éltek emberek. Az első itt élő ismert nép az illírek voltak, akik az i. e. 2. évezredben jelennek meg. A magaslatokon épített erődített településeken éltek. Településeik maradványai megtalálhatók a Pelješac-félsziget több pontján is. Az illírek halottaikat kőből rakott halomsírokba temették, melyek általában szintén magaslatokon épültek. Illír halomsírok találhatók a Sveti Ivan-foknál és Gubavicánál. Az illírek i. e. 30-ig uralták a térséget, amikor Octavianus hadai végső győzelmet arattak felettük. Az elnevezés eredetét illetően nincs hiteles forrás, van azonban egy legenda. Eszerint a Pelješacnak ezen a részén egykor három testvér élt, mindhárman kovácsok voltak. Egy nap elhatározták, hogy megosztoznak. Az első testvér kapta a kovácsházat, ahol tovább élhetett. Róla kapta a nevét a közeli település Kućište. A második testvér kapta a kovácsfújtatót és azután ott lakott a róla elnevezett Viganj településen. A harmadik testvérnek az üllő jutott és a helyet ahol letelepedett ezután róla Nakovanjnak nevezték.
A település a középkorban is mindvégig lakott volt, 14. századtól a 18. század végéig a Raguzai Köztársasághoz tartozott. Első írásos említése 1336-ban „Vigel”, illetve „Vighen” alakban történt. Ebben az időben a ma Viganjhoz tartozó Basina még jelentősebb település volt, a többi környékbeli település később létesült. A 17. századra Viganj a köztársaság tengeri kereskedelmének egyik fontos központja lett. A század végére a helyi lakosok körében már a hajózás volt a legelterjedtebb foglalkozás. Egymás után épület az új házak is a településen. 1672-ben felépült domonkos kolostor. A kolostor mellett építették fel a Rózsafüzér királynője templomot, melyet 1687-ben szenteltek fel. A kolostor 1909-ig állt fenn, bár már a teljes 19. század folyamán üresen állt. Később a helyiek az épületében nyitották meg a település iskoláját, mely 1947-ig működött. Plébániáját 1761-ben alapították, amikor leválasztották a podgorjei Karmen plébániáról. Kezdetben a plébániához tartozott a szomszédos Kućište is. Viganj 1806-ban a Raguzai Köztársaságot legyőző franciák uralma alá került, de Napóleon bukása után 1815-ben a berlini kongresszus a Habsburgoknak ítélte. 1857-ben 563, 1910-ben 414 lakosa volt. A 20. század elején Viganj elveszítette korábbi jelentőségét. Ennek hátterében a gőzhajózás elterjedése állt, mely teljesen háttérbe szorította a vitorlás hajókat. A hajózás megszűnése nagy kivándorlási hullámot indított el, melynek főbb céljai Amerika, Ausztrália és Új Zéland voltak. 1918-ban az új szerb-horvát-szlovén állam, majd később Jugoszlávia része lett. 2011-ben a településnek 283 lakosa volt, akik főként a turizmusból éltek.

## Népesség
| Lakosság változása | Lakosság változása | Lakosság változása | Lakosság változása | Lakosság változása | Lakosság változása | Lakosság változása | Lakosság változása | Lakosság változása | Lakosság változása | Lakosság változása | Lakosság változása | Lakosság változása | Lakosság változása | Lakosság változása | Lakosság változása |
| ------------------ | ------------------ | ------------------ | ------------------ | ------------------ | ------------------ | ------------------ | ------------------ | ------------------ | ------------------ | ------------------ | ------------------ | ------------------ | ------------------ | ------------------ | ------------------ |
| 1857               | 1869               | 1880               | 1890               | 1900               | 1910               | 1921               | 1931               | 1948               | 1953               | 1961               | 1971               | 1981               | 1991               | 2001               | 2011               |
| 563                | 468                | 482                | 471                | 452                | 414                | 369                | 337                | 235                | 285                | 338                | 346                | 317                | 330                | 322                | 283                |

## Nevezetességei
- Mihály arkangyal tiszteletére szentelt plébániatemploma[4] 1740-ben épült azon a helyen, ahol az eredeti 14. századi templom állt. Története során többször károsította földrengés, tűzvész, illetve az idő vasfoga, de mindig megújították. A legutolsó felújítás 1993-ban kezdődött. A szentélyt Ambroz Testen atya festette ki 1932 és 1934 között.
- A Rózsafüzér királynője templomot és a mellette létesült domonkos kolostort[5] 1671-ben egy gazdag helyi hajótulajdonos Marko Kstelj építtette. Berendezésének legértékesebb darabja a Szűzanya és a kis Jézus fából faragott szobra. Említésre méltó még az 1571-es lepantói csatát ábrázoló festmény. Ma a kolostorban iskola és étterem működik.
- A Szent Liberan templom, mely a település keleti részén, a Sveti Liberan-foknál áll a 16. században épült.
- A Sućuraj-dombon található a település legrégibb templomának a 12. vagy a 13. században épített Szent György templomnak a romja.
- A basinai Keresztelő Szent János templom 1616-ban épült, 1990-ben kiégett, de azóta felújították.
- A II. világháborús emlékmű 1956-ban épült.

## Sport
- KVAŠK vízilabdaklub
- ”Bofor” vízisport és technikai kultúra klub

## Híres emberek
Itt született 1515 körül Piali pasa török nagyvezír.